# (85047) Krakatau
(85047) Krakatau est un astéroïde de la ceinture principale de la famille de Hungaria.

## Description
(85047) Krakatau est un astéroïde de la ceinture principale, de la famille de Hungaria. Il présente une orbite caractérisée par un demi-grand axe de 1,91 UA, une excentricité de 0,07 et une inclinaison de 22,4° par rapport à l'écliptique.

## Compléments